# هانس سفينسون
هانس سفينسون (بالسويدية: Hans Svensson)‏ هو مجدف سويدي، ولد في 30 يوليو 1955 في فالكنبرغ في السويد.

## وصلات خارجية
- هانس سفينسون على موقع الاتحاد الدولي للتجديف (الإنجليزية)
- هانس سفينسون على موقع اللجنة الأولمبية الدولية (الإنجليزية)
- هانس سفينسون على موقع أوليمبيديا (الإنجليزية)
- هانس سفينسون على موقع اللجنة الأولمبية السويدية (السويدية)